# 絶対麗奴 (BL漫画)
『絶対麗奴』（ぜったいれいど）は、華炎、とりマイア、明治カナ子、松本いなき、山田幸子ほかの合著による日本の耽美アンソロジーコミック。表紙イラストは華炎と坂本ミキが手掛けている。
多数のボーイズラブ漫画で構成されている。
1998年2月から2002年11月にかけて	全29巻が光彩書房より発行されている。

## 出版情報
- 絶対麗奴 VOL.1 - もつと…もつと…酷くして… （1998年2月発売） ISBN 978-4905965442
- 絶対麗奴 VOL.4 - 命令…下さい… （1998年9月発売） ISBN 978-4905965817
- 絶対麗奴 VOL.12 - 淫獸覚醒 （2000年1月発売） ISBN 978-4877750275
- 絶対麗奴 VOL.13 - 美牲感溺 （2000年3月発売） ISBN 978-4877750336
- 絶対麗奴 VOL.14 - 淫獸夢想 （2000年5月発売） ISBN 978-4877750398
- 絶対麗奴 VOL.15 - 夏の夜の淫夢 （2000年7月発売） ISBN 978-4877750480
- 絶対麗奴 VOL.18 - 本気でこなけりゃ火傷じゃすまない! （2001年1月発売） ISBN 978-4877750749
- 絶対麗奴 VOL.19 - 凶虐の虜 （2001年3月発売） ISBN 978-4877750794
- 絶対麗奴 VOL.20 - 闇に濡れた婚礼 （2001年5月発売） ISBN 978-4877750923
- 絶対麗奴 VOL.22 - 甘く残酷な遊戯 （2001年9月発売） ISBN 978-4877751197
- 絶対麗奴 VOL.24 - その雄花は情欲の色に染まる… （2002年1月発売） ISBN 978-4877751432
- 絶対麗奴 VOL.25 - 花の褥に眠る宵 （2002年3月発売） ISBN 978-4877751548
- 絶対麗奴 VOL.28 - つきに溺れ、咲く闇の花 （2002年9月発売） ISBN 978-4877751968
- 絶対麗奴 VOL.29 - 調教完了 （2002年11月25日発売） ISBN 978-4877752194